# South Dock (Rotherhithe)
Das South Dock ist eines von nur zwei noch existierenden Hafenbecken der Surrey Commercial Docks in Rotherhithe (London). Es wurde 1807–1811 südlich anschließend an das Greenland Dock gebaut und ist mit diesem mit einem Kanal namens Greenland Cut verbunden. Auch besitzt es eine Schleuse zur Themse. Ursprünglich hieß es East Country Dock, wurde aber 1850 umbenannt, als die Surrey Commercial Dock Company es kaufte und vergrößerte.

## Geschichte

### Blights Werft
An die Schleuse zur Themse südlich anschließend gab es einen Holzhof und eine Abwrackwerft, die der City of London gehörte und an Isaac Blight vermietet war. Blight wurde durch William Patch 1805 ermordet und seine Witwe heiratete einen Kohlenhändler aus Deptford mit Namen Long. Zusammen mit ihrem Sohn eröffneten sie eine Reederei mit Schiffsbau und -reparaturbetrieb unter dem Namen Blight, Long & Blight. Die Werft prosperierte für einige Zeit, auch wenn nur einige wenige kleine Schiffe gebaut wurden, später aber ergaben sich immer mehr finanzielle Probleme.

### Zweiter Weltkrieg
Die Einfahrtsschleuse zum South Dock wurde im Zweiten Weltkrieg schwer beschädigt und mit einer Betonwand, die von Mowlem gebaut wurde, und der schmale Kanal zwischen South Dock und Greenland Dock wurde provisorisch verschlossen. Ende 1943 sollte Mowlem zwölf Mulberry-Häfen bauen, die nach dem D-Day eingesetzt werden sollten. Der Boden des South Dock wurde mit 2 m hoch mit Schutt bedeckt und das Hafenbecken in ein provisorisches Trockendock umgewandelt. Acht der großen Mulberry-Häfen „Phoenix B“ wurden hier gebaut; die verbleibenden vier entstanden im Russia Dock. Durch den wieder geöffneten Verbindungskanal zum Greenland Dock wurden sie zur Themse hinausgebracht, obwohl dort nur 229 mm Wasser unterm Kiel waren.

### Nachkriegszeit
Die Wiedereröffnung der Surrey Docks erwies sich als nur kurzlebig, da ab den 1960er-Jahren immer mehr Containerschiffe eingesetzt wurden, die viel zu groß für die weiter oben an der Themse liegenden Hafenbecken waren. Der größte Teil des Handelsschiffverkehrs wurde nun flussabwärts, im Hafen Tilbury und anderen modernen Häfen im Lande, abgewickelt. Die Surrey Docks schlossen im Dezember 1970 ihre Tore und wurden 1977 an das London Borough of Southwark verkauft.

### Stadtentwicklung
Die meisten der Surrey Commercial Docks wurden verfüllt und mit Wohnhäusern bebaut, aber das South Dock entging diesem Schicksal. Die früheren Lagerhäuser wurden abgebrochen und durch Wohnblocks ersetzt, das Hafenbecken selbst aber wurde renoviert. Die Wohnbebauung entstand mit Hilfe der London Docklands Development Corporation (LDDC), die so bemerkenswerte Bauten wie den Baltic Quay errichtete. 1994 wurde das South Dock als Londons größter Jachthafen wiedereröffnet, der 200 Liegeplätze bot. Diese sind heute größtenteils durch private Jachten und Hausboote belegt.